# Pamendanga rubilinea
Pamendanga rubilinea är en insektsart som beskrevs av William Lucas Distant 1906. Pamendanga rubilinea ingår i släktet Pamendanga och familjen Derbidae. Inga underarter finns listade i Catalogue of Life.